# Sistema de Información del Mercado Interior
El Sistema de Información del Mercado Interior (IMI) es una aplicación web desarrollada por la Comisión Europea junto con los Estados miembros para acelerar la cooperación transfronteriza administrativa. IMI fue concebido para que las autoridades nacionales, regionales y locales en el Espacio Económico Europeo puedan comunicarse de forma rápida y sencilla con sus homólogos de otros países. 
La aplicación permite a las administraciones públicas a nivel nacional, regional y local identificar a sus homólogos de otros países e intercambiar información con ellos, lo que facilita entablar una comunicación mediante el uso de listas estructuradas de preguntas y respuestas estándar ya traducidas, haciendo posible la utilización de su propio idioma para comunicarse.

## Ámbito
La legislación de la Unión Europea en materia de Mercado interior de la Unión Europea obliga a las autoridades competentes de los Estados miembros a cooperar con sus homólogos en el extranjero, facilitándoles el acceso a la información. Dicha legislación requiere asimismo la colaboración de los Estados miembros con la Comisión Europea (por ejemplo, para la notificación de medidas nacionales de aplicación del Derecho de la Unión Europea). IMI ha sido desarrollado con el fin de facilitar este intercambio cotidiano de información.
IMI se puso en marcha en febrero de 2008. Su desarrollo y mantenimiento ha sido financiado con cargo al programa ISA relativo a las soluciones de interoperabilidad para las administraciones públicas europeas (ISA) desde julio de 2010. ISA es el sucesor del programa IDABC, inicialmente fuente de la financiación de IMI, que llegó a su fin el 31 de diciembre de 2009.
IMI es una de las herramientas gestión del mercado único. Otros útiles son Tu Europa, Tu Europa - Asesoramiento, SOLVIT y Las Ventanillas Únicas.
IMI tiene un "diseño respetuoso con la privacidad del usuario". La prioridad a la hora de diseñar IMI creado conjuntamente con el Supervisor Europeo de Protección de Datos (SEPD) ha sido la protección de la privacidad y los datos personales de cada usuario, lo que ha sido aplicado a lo largo de todas las etapas de desarrollo de la aplicación.

## ¿Quiénes lo utilizan?
IMI está pensado para una utilización descentralizada. Por lo tanto, la aplicación práctica de IMI es responsabilidad de los Estados miembros. Hay diversos actores que juegan un papel fundamental en la red IMI.

### Autoridades Competentes
Las autoridades competentes son los usuarios finales de IMI. Se trata de organismos responsables de gestionar ciertos elementos relativos a la aplicación de la legislación del mercado único. Puede tratarse de organismos a nivel nacional, regional o local.

### Coordinadores IMI
Hay un coordinador nacional IMI (NIMIC) por Estado miembro, a menudo en el seno de un ministerio nacional. Su tarea es velar por el buen funcionamiento de la aplicación IMI en su país. Los coordinadores IMI podrán delegar algunas de sus responsabilidades a un coordinador adicional a cargo de, por ejemplo, un determinado ámbito legislativo o región geográfica, en función de las estructuras administrativas de cada Estado miembro.

### Comisión Europea
La Comisión Europea es responsable del mantenimiento y desarrollo de la herramienta, así como de la asistencia técnica y formación de los usuarios. También gestiona y da apoyo técnico a la red de coordinadores IMI, promueve una mayor expansión del sistema y se encarga de los informes sobre su funcionamiento. 

## Flujos de trabajo en IMI
IMI ofrece una serie de flujos de trabajo para sus usuarios con el fin de facilitar la cooperación administrativa entre los Estados miembros del Espacio Económico Europeo.

### Las solicitudes de información
Cuando una autoridad competente necesite información de una contraparte en el extranjero, puede enviar una solicitud de información. Este mecanismo de intercambio utiliza listas de preguntas y respuestas estándar disponibles en todas las lenguas de la UE. También es posible adjuntar documentos. Solo las autoridades competentes que están directamente implicadas en un intercambio de información tienen acceso a los contenidos. Un ejemplo práctico de una solicitud de información es cuando un profesor alemán decide prestar sus servicios en Portugal. La autoridad portuguesa necesita verificar la autenticidad del diploma que le ha sido enviado. En ese momento, la autoridad portuguesa puede utilizar IMI para enviar una solicitud de información a su homólogo en Alemania. La autoridad competente en Alemania puede aceptar la solicitud y enviar una respuesta a Portugal. Gracias al sistema de preguntas y respuestas estándar traducidas, ambas autoridades pueden comunicarse en su propio idioma.

### Notificaciones
Las notificaciones se basan en el intercambio de información de "uno a muchos", donde las autoridades pueden alertar o notificar al mismo tiempo a una o varias autoridades competentes y/o a la Comisión Europea. Por ejemplo, la Directiva Bolkestein exige que un Estado miembro que detecte posibles riesgos para la salud o la seguridad de las personas o del medio ambiente causados en el marco de la prestación de servicios alerte al resto de los Estados miembros.

### Depósitos de información
Los depósitos de información de IMI son bases de datos que almacenan información concreta sobre sectores determinados. Un ejemplo es el directorio de los registros de las autoridades competentes en el Espacio Económico Europeo. Este directorio está equipado con funciones de búsqueda multilingües. El contenido de estos depósitos es accesible tanto por un grupo restringido de autoridades competentes como por cualquier usuario de IMI.

## Marco Legal
IMI es utilizado en todos los Estados miembros del Espacio Económico Europeo para la cooperación administrativa requerida por la Directiva relativa al reconocimiento de cualificaciones profesionales (2005/36/CE), por la Directiva Bolkestein (2006/123/CE) y, con carácter experimental, por la Directiva sobre el desplazamiento de trabajadores efectuado en el marco de una prestación de servicios. En la actualidad se está ampliando para cubrir otros campos, como por ejemplo el Reglamento sobre el transporte profesional transfronterizo por carretera de fondos en euros entre los Estados miembros de la zona del euro y la Directiva sobre derechos de los pacientes en la asistencia sanitaria transfronteriza.
IMI tiene como objetivo ser una "herramienta flexible al servicio de la cooperación administrativa, lo que redundará en beneficio de la gobernanza del mercado interior".
El Reglamento IMI, que entró en vigor en diciembre de 2012 es una norma de la UE que establece el marco jurídico para la aplicación. Dicho reglamento proporciona un conjunto de normas que regulan el tratamiento de datos personales en IMI y establece las formas de una expansión futura de IMI a nuevos sectores.